# Maria, Estrela do Mar
Maria, Estrela do Mar é um antigo título de Maria. As palavras Estrela do Mar são uma tradução do nome latino de Stella Maris, que é referido a Maria desde o nono século.

## História
Há quem associa o título à passagem da Bíblia 1 Reis 18:41-45, que fala de uma nuvem sobre o Mar, não maior que a mão de um homem, anunciando o final de uma longa seca; dita nuvem é por tanto um símbolo de esperança. Além deste título, a Virgem Maria considera-se que intercede como guia e protetora dos que viajam ou procuram seu sustento na mar. Este aspecto da Virgem tem levado a chamar à Virgem Estrela da Mar e a sua nomeação como patroa das missões católicas à gente de mar, o Apostolado do Mar, bem como a que numerosas igrejas se chamem Stella Maris ou Estrela do Mar (ou da Mar).
Uma mensagem similar reflete-se em outro título de Maria, que aparece na lista oficial da Ladainha Lauretana: Estrela da Manhã. Ambos títulos se referem a Maria como um símbolo de esperança e como uma prefiguração da iminente vinda de Jesus. Uma combinação dos dois temas produz Estrela da Mar.
Ao redor do ano 400, São Jerônimo escreveu de Maria como stilla maris, ou uma gota do mar, e há quem indica que o nome pode vir de um erro de cópia ou tradução deste conceito. O primeiro uso fiável da expressão Stella Maris que ainda conservamos se encontra nos escritos de Pascasio Radbertus no século IX, que escreveu de Maria, Stella Maris, como uma guia a seguir no caminho para Cristo para não zozobrar no meio da tormenta que alça ondas no mar. Desta época procede também o hino Ave Maris Stella.
No século XII, São Bernardo de Claraval, grande devoto desse título de Nossa Senhora, que por sua vez o ajudou muito escreveu:
Indica o Papa Pio XII em sua encíclica Doctor Mellifluus que as instruções de San Bernardo

## Devoção
A ideia de Maria como uma estrela que guia à gente de mar tem levado à devoção a Maria, Estrela do Mar em muitos católicos e comunidades pesqueiras costeiras. Numerosas igrejas, escolas e colégios dedicam-se a Stella Maris, Nossa Senhora Estrela da Mar ou Maria, Estrela da Mar.